# Clasificación académica de universidades de Venezuela
Clasificación académica de universidades o ranking académico de universidades, son las listas ordenadas que clasifican y acomodan a las universidades e instituciones de educación superior e investigación, de acuerdo con una rigurosa metodología científica de tipo bibliométrico que incluye criterios objetivos medibles y reproducibles, por ello el nombre de "académica".

## Clasificaciones académicas

### Clasificación Bibliométrica del CSIC
Esta clasificación la produce el Laboratorio de Cibermetría del Consejo Superior de Investigaciones Científicas (CSIC) de España. El Laboratorio actúa como un observatorio de ciencia y tecnología disponible en la internet. La clasificación se construye a partir de una base de datos que incluye alrededor de 16.000 universidades y más de 5.000 centros de investigación. La clasificación muestra a las 12.000 instituciones mejor colocadas. La metodología bibliométrica toma en cuenta el volumen de contenidos publicados en la web, así como la visibilidad e impacto de estos contenidos de acuerdo con los enlaces externos que apuntan hacia sus sitios web. Esta metodología está basada en la evaluación objetiva de la importancia de la institución dentro de la red social de sitios de universidades en el mundo
- Las treinta mejores clasificadas de Venezuela según el estudio de Bibliometrics, actualizado a enero de 2017 son:

| Nacional | Institución                                                                            |
| 1        | Universidad de los Andes                                                               |
| 2        | Universidad de Carabobo                                                                |
| 3        | Universidad Simón Bolívar                                                              |
| 4        | Universidad Católica Andrés Bello                                                      |
| 5        | Universidad de Oriente                                                                 |
| 6        | Universidad del Zulia                                                                  |
| 7        | Universidad Centroccidental Lisandro Alvarado                                          |
| 8        | Universidad Nacional Experimental de los Llanos Occidentales Ezequiel Zamora           |
| 9        | Universidad José Antonio Páez                                                          |
| 10       | Universidad Fermín Toro                                                                |
| 11       | Universidad Nacional Abierta                                                           |
| 12       | Universidad Metropolitana                                                              |
| 13       | Universidad Nacional Experimental Francisco de Miranda (UNEFM)                         |
| 14       | Universidad Nacional Experimental del Táchira                                          |
| 15       | Universidad Pedagógica Experimental Libertador                                         |
| 16       | Instituto de Estudios Superiores de Administración                                     |
| 17       | Universidad Nacional Experimental de Guayana                                           |
| 18       | Universidad Nacional Experimental Politécnica de la Fuerza Armada Nacional Bolivariana |
| 19       | Fundación La Salle Ciencias Naturales                                                  |
| 20       | Universidad Nacional Experimental Politécnica                                          |
| 21       | Universidad Nacional Experimental Simón Rodríguez                                      |
| 22       | Universidad Nueva Esparta                                                              |
| 23       | Instituto Universitario de Tecnología Agroindustrial                                   |
| 24       | Universidad Católica del Táchira                                                       |
| 25       | Universidad Bolivariana de Venezuela                                                   |
| 26       | Universidad Tecnológica del Centro                                                     |
| 27       | Universidad Monteávila                                                                 |
| 28       | Universidad Católica Cecilio Acosta                                                    |
| 29       | Universidad Rafael Urdaneta                                                            |
|          |                                                                                        |

### Scimago Institutions Ranking (2023)
Es un estudio bibliométrico para las universidades e institutos de investigación de toda la región Iberoamericana, su metodología está basada en el número de publicaciones arbitradas que están registradas en la base de datos del Instituto para la Información Científica. El estudio es elaborado por el CSImago Research Group de la Universidad de Granada y mide el número de publicaciones arbitradas que están registradas en la base de datos Thomson Scientific-ISI de los diez países Iberoamericanos con mayor producción científica.
Según el ranking, las instituciones venezolanas de mayor por producción científica total hasta 2023 son:
| Posición nacional | Institución de educación superior |
| 1                 | Universidad Central de Venezuela  |
| 2                 | Universidad del Zulia             |
| 3                 | Universidad de Los Andes          |
| 4                 | Universidad Simón Bolívar         |

### University Ranking by Academic Performance (URAP)
El estudio de URAP considera los siguientes indicadores para clasificar académicamente las universidades:
- Número de artículos: Productividad científica actual.
- Google Scholar: Productividad total en largo plazo.
- Citación: Impacto de la investigación.
- Impacto acumulativo: Impacto científico.
- Índice-H: Investigación de calidad.

Las tres mejores clasificadas de Venezuela según el estudio académico de URAP (2022) son:
| Posición nacional | Ranking mundial | Puntaje total | Institución                      |
| 1º                | 1781            | 185,64        | Universidad Central de Venezuela |
| 2º                | 2462            | 135,98        | Universidad de los Andes         |
| 3º                | 2662            | 1120,8        | Universidad Simón Bolívar        |

## Clasificaciones parcialmente académicas

### Clasificación QS Top Universities
Es un ranking elaborado en su mayor parte por opiniones de académicos, es el Ranking QS de Universidades del Mundo. Esta es una clasificación mundial elaborada y publicada en Internet desde el año 2011, por el grupo Quacquarelli Symonds. El ranking regional utiliza cinco criterios básicos: impacto y productividad de la investigación, compromiso docente, empleabilidad, impacto en línea y, desde la edición 2016/17, internacionalización. El método conserva los indicadores clave de la clasificación global, como la Reputación Académica, la Reputación Empresarial y la Relación Facultad a Estudiante, pero también considera un conjunto de métricas de desempeño adaptadas con precisión para la región. Por lo tanto, las universidades se evalúan de acuerdo con las siguientes métricas:
- Reputación Académica (30%)
- Reputación del Empleador (20%)
- Ratio de Facultad a Estudiante (10%)
- Personal con doctorado (10%)
- Trabajos por docente (5%)
- Citaciones por publicaciones (10%)
- Impacto web (5%)
- Red Internacional de Investigación (10%)

| Universidad                        | 2024        |
| ---------------------------------- | ----------- |
| Universidad Central de Venezuela   | 1 (39)      |
| Universidad Simón Bolívar          | 2 (47)      |
| Universidad Católica Andrés Bello  | 3 (63)      |
| Universidad de los Andes           | 4 (76)      |
| Universidad del Zulia              | 5 (144)     |
| Universidad Metropolitana          | 6 (161-170) |
| Universidad de Carabobo            | 7 (201-250) |
| Universidad Tecnológica del Centro | 8 (301/350) |
| Universidad Rafael Belloso Chacín  | 9 (401+)    |